# Tubificoides longipenis
Tubificoides longipenis is een ringworm uit de familie van de Naididae. De wetenschappelijke naam van de soort is voor het eerst geldig gepubliceerd in 1965 door Brinkhurst.